# Strafvollzugslager Danzig-Matzkau
Das Strafvollzugslager der SS und Polizei in Danzig-Matzkau war ein deutsches Strafgefangenenlager in Matzkau bei bzw. in Danzig. Es unterstand der Waffen-SS.

## Beschreibung
Das Strafvollzugslager war für Angehörige des SS- und Polizeidienstes bestimmt, denen Disziplinarvergehen vorgeworfen wurden.
Während im Verband der Wehrmacht Vergehen disziplinarer und krimineller Art mit der Verurteilung zu Festungshaft- und Gefängnisstrafen, in schwersten Fällen Todesstrafe, geahndet wurden, wurde in der Waffen-SS jeder Soldat, dem ein ehrenrühriges und kriminelles Verhalten vorgeworfen worden war, aus der Truppe ausgestoßen und als Häftling in ein Konzentrationslager eingewiesen. Dasselbe widerfuhr SS-Angehörigen, die über bewusst verschleppte Krankheiten den Status der „Wehruntüchtigkeit“ erlangen wollten. Unberührt hiervon blieb die Todesstrafe. In diesen Fällen wurde der Verurteilte ausnahmslos vor Vollstreckung aus der SS ausgestoßen.
Während Soldaten der Wehrmacht, die zu Festungs- oder Strafhaft verurteilt waren, sich in einer sogenannten Feldstrafeinheit rehabilitieren konnten, fiel diese Möglichkeit für Angehörige der Waffen-SS zunächst weg. Jedoch wurde im September 1943 aus Häftlingen des Strafvollzugslagers das SS-Fallschirmjäger-Bataillon 500 gebildet. Ferner wurde am 20. September 1944 ein Kontingent von 1.500 Strafvollzugslager-Insassen aus Danzig-Matzkau zur Niederschlagung des Warschauer Aufstands abgestellt. Die Insassen wurden der SS-Sondereinheit Dirlewanger zugeteilt. Weder war die Meldung freiwillig noch konnten die Insassen ablehnen. Die Einheit Dirlewanger legte bei der Niederschlagung des Aufstandes eine selbst für SS-Einheiten außerordentliche Grausamkeit und Brutalität an den Tag. Auch in das Anfang 1945 gebildete SS-Bewährungsregiment Kaltofen wurden Häftlinge aus dem SS-Strafvollzugslager Danzig-Matzkau versetzt.
Das ehemalige Strafvollzugslager Danzig-Matzkau lag südwestlich von Danzig in der Nähe von Borgfeld an der Straße nach Groß-Kleschkau.

## Aufbau des Lagers
Die Lagerbaracken wurden in den Jahren 1939–1941 durch polnische Zivilgefangene errichtet. Dazu wurde die Außenstelle Matzkau bei Danzig des KZ Stutthof eingerichtet.